# Christobelle Grierson-Ryrie
Christobelle Grierson-Ryrie (Auckland, 1992) è una modella neozelandese.
Nel 2009 ha vinto la prima edizione del reality show New Zealand's Next Top Model. Grazie alla vittoria del programma, la modella è stata per un anno testimonial dell'azienda di cosmetica CoverGirl. In seguito ha lavorato per Stolen Girlfriend's Club ed ha sfilato per Top NZ designer, Trelise Cooper durante la settimana della moda della Nuova Zelanda. Successivamente è stata anche il volto di Ed Hardy per la campagna promozionale di Christian Audigier.

## Agenzie
- 62 Models[3] - Auckland
- Chic Models[1] - Sydney
- NEXT Model Management[4] - New York